# Arctia melanolimbata
Arctia melanolimbata är en fjärilsart som beskrevs av Smith 1958. Arctia melanolimbata ingår i släktet Arctia och familjen björnspinnare. Inga underarter finns listade i Catalogue of Life.